# Bundesliga (escacs)
La Bundesliga d'escacs (Schach-Bundesliga en alemany), és la lliga d'escacs alemanya per equips; el terme es refereix normalment a la primera divisió de la lliga. És la lliga més forta i més antiga d'aquest tipus, que atrau molts dels Grans Mestres de l'elit mundial.
Cal no confondre-la amb la lliga austríaca: Àustria també té una Bundesliga d'escacs, normalment descrita com a Bundesliga OST (OST = Österreich).

## Format
Es formen 16 equips de fins a 16 jugadors, dels quals el capità en selecciona un equip de 8 per a cada jornada, depenent de la classificació, l'estat de forma i la disponibilitat. Els membres dels equips poden ser homes o dones (tot i que també hi ha una Bundesliga femenina separada).
La temporada comença a l'octubre i acaba a l'abril. Les seus de les trobades s'alternen entre els clubs participants per minimitzar o igualar els viatges empresos. Molts dels professionals titulats són pagats amb una factura d'aparició i/o despeses de viatge.
Cada cap de setmana de joc normalment comprèn 2 matxs per a cada equip, jugats en dies consecutius. Així, quatre seus alberguen 2 matxs cadascun dels 2 dies. En el transcurs de la temporada hi ha 15 rondes i tots els equips juguen cadascuna al mateix temps.

## Darreres temporades

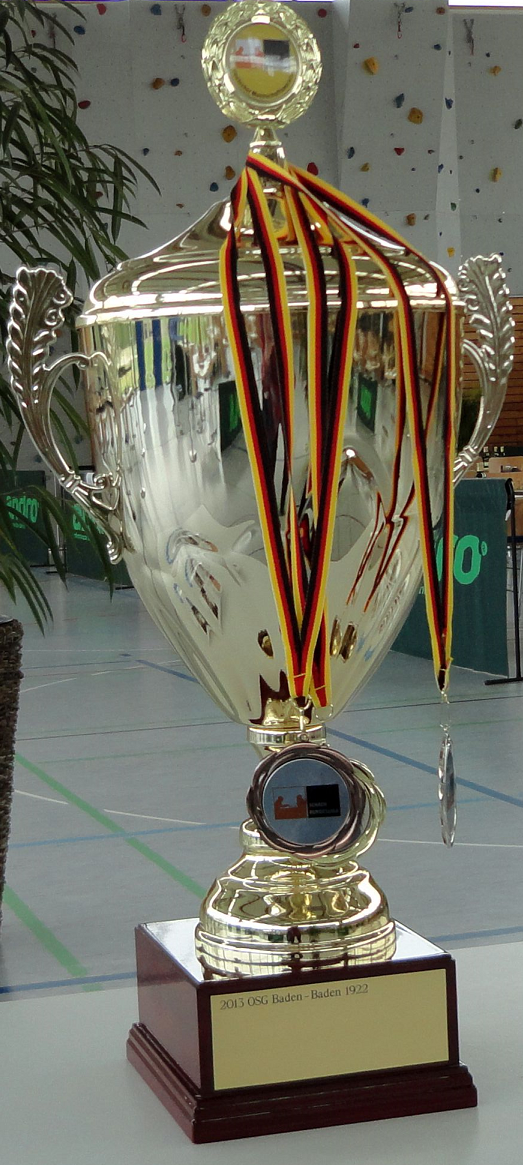
2013 OSG Baden-Baden

Els equips que van acabar en les quatre primeres places en les últimes temporades van ser:
2009/10 - 1. OSG Baden-Baden | 2. Werder Bremen | 3. SG Solingen | 4. Muelheim
2008/9 - 1. OSG Baden-Baden | 2. Eppingen | 3. Werder Bremen | 4. Muelheim
2007/8 - 1. OSG Baden-Baden | 2. Werder Bremen | 3. Meulheim | 4. Bindlach Aktionaer
2006/7 - 1. OSG Baden-Baden | 2. Hamburger SK | 3. SG Porz | 4. Bindlach Aktionaer
2005/6 - 1. OSG Baden-Baden | 2. Werder Bremen | 3. SG Porz | 4. SG Solingen
2004/5 - 1. SV Werder Bremen | 2. SG Porz | 3. OSC Baden-Baden | 4. TV Tegernsee
2003/4 - 1. SG Porz | 2. SC Baden-Oos | 3. TV Tegernsee | 4. SV Werder Bremen